# Alternative TV
Alternative TV foi uma influente banda punk britânica formada em Londres em 1976. Como editor fundador do pioneiro fanzine Sniffin' Glue, Mark Perry ganhou atenção na cena punk Britânica. 
Ele formou a banda enquanto produzia a fanzine, embora algumas vezes se dedicava inteiramente na sua banda. Os membros principais da banda eram Perry e Alex Fergusson, que descreviam suas musicas como "mais perto de Can e ritmos de reggae", e foram geralmente mais inovadores e experimentais que seus primos na cena punk daquele tempo.

## Carreira
O primeiro single da banda foi “Love Lies Limp”, um disco de vinil gratuito lançado com a edição final do fanzine Sniffin' Glue. Pouco depois eles lançaram “How Much Longer/You Bastard” 7” em dezembro de 1977, o lado “a” sendo uma crítica a apatia da cultura jovem.
Um pouco depois disso, no fim de 1977, Perry demitiu o colaborador chefe Alex Fergusson. Fergusson então formou os Cash Pussies e, alguns anos mais tarde, Psychic TV junto com o ex-Throbbing Gristle, Genesis P-Orridge. 
Com os novos membros John Towe e Dennis Burns, um single influenciado pelo Dub, “Life after Life”, foi lançado, bem como um álbum que foi bem recebido, “The Image Has Cracked”. O segundo album da banda, “Vibing Up the Senile Man” mostrou a banda tomando uma direção mais explicitamente experimental, o qual alienou muitos dos seus seguidores, bem como a imprensa musical.
De 1981 a 1984, Perry colabora com Karl Blake (do Lemon Kittens) e Grant Showbiz em seu novo projeto chamado The Reflections, antes de se dedicar mais integralmente à produção.
A gravadora Lost Moment Records lançou em 2001 o álbum de estúdio, Revolution, seguido  em 2003, pelo bootleg oficial Viva La Rock 'n' Roll, que reúne performances ao vivo no Reino Unido, França, Alemanha e Estados Unidos. Em 2004, Perry gravou uma versão do clássico Now I Wanna Sniff Some Glue dos Ramones, que será lançada como single no mesmo rótulo e será exibido em uma compilação de um rótulo argentino em homenagem ao grupo icônico.

## Discografia

### Estúdio
- The Image Has Cracked (1978)
- Vibing Up the Senile Man (Part One) (1979)
- Strange Kicks (1981)
- Peep Show (1987)
- Dragon Love (1990)
- My Life As a Child Star (1994)
- Punk Life (1998)
- Apollo (1999)
- Revolution (2001)

### EP's
- Love/Sex EP (1986)
- The Sol EP (1990)

### Ao vivo
- What You See Is What You Are (1978)
- Live at the Rat Club '77 (1979)
- Live 1978 (1993)
- The Radio Sessions (1995)
- The Industrial Sessions 1977 (1996)
- 25 Years of ATV - Live at CBGB (2002)
- Viva la Rock 'n' Roll (2004)
- Black and White: Live (2009)

### Compilações
- Action Time Vision (1980)
- Splitting in 2 – Selected Viewing (1989)
- The Image Has Cracked – The Alternative TV Collection (1994)
- Vibing Up the Senile Man – The Second Alternative TV Collection (1996)
- Action Time Vision - the Very Best of Mark Perry and ATV (1977-1999) (1999)
- Action Time Vision - The ATV Anthology (2003)
- In Control (2006)

### Singles
- "Love Lies Limp" (1977)
- "How Much Longer" (1977)
- "Life After Life" (1977)
- "Action Time Vision" (1978)
- "Life"/"Love Lies Limp" (1978)
- "The Force Is Blind" (1979)
- "The Ancient Rebels" (1981)
- "Communicate" (1981)
- "Welcome to the End of Fun" (1986)
- "My Baby's Laughing (Empty Summer Dream)" (1987)
- "Best Wishes" (1994)
- "Purpose In My Life" (1993)
- "Unlikely Star" (1999)
- "Now I Wanna Sniff Some Glue" (2004)

## Ligações Externas
- Biografia do ATV no Punk77